# Julie Jorde
Julie Jorde (Oslo, 16 april 2004) is een voetbalspeelster uit Noorwegen. Ze komt als middenvelder uit voor Brøndby IF in de Elitedivisionen.

## Clubcarrière
Jorde begon met voetballen bij Abildslø IL. In 2018 stapte ze over naar Lyn 1896 FK in haar geboortestad Oslo.  Op 11 juli 2020 maakte Jorde op zestienjarige leeftijd haar debuut in de Toppserien. Jorde kwam uiteindelijk tot 72 wedstrijden voor de club waarin ze drie keer tot scoren wist te komen. Na het seizoen 2023 liet Jorde Noorwegen achter zich.
In januari 2024 stapte Jorde, ondanks een nog tot juli 2024 doorlopend contract bij Lyn 1896 FK, over naar het Duitse Bayer 04 Leverkusen. Ze werd voor een voor Lyn 1896 FK recordbedrag overgenomen door de Duitsers. Jorde maakte op 26 januari 2024 in een wedstrijd tegen SV Werder Bremen haar debuut in de Bundesliga door in de 87ste minuut in te vallen voor Nikola Karczewska. In een thuiswedstrijd tegen SV Werder Bremen maakte Jorde haar eerste doelpunt in de Bundesliga.
Na in de eerste seizoenshelft van het seizoen 2024/25 tot slechts een optreden voor Bayer Leverkusen te zijn gekomen, werd Jorde in de rest van het seizoen 2024/25 verhuurd aan Brøndby IF. In juni 2025 maakte ze definitief de overstap naar de Deense club.

## Statistieken
| Seizoen | Club                | Competitie      | Competitie | Competitie | Beker | Beker | Overig | Overig | Totaal | Totaal |
| Seizoen | Club                | Competitie      | Wed.       | Dlp.       | Wed.  | Dlp.  | Wed.   | Dlp.   | Wed.   | Dlp.   |
| ------- | ------------------- | --------------- | ---------- | ---------- | ----- | ----- | ------ | ------ | ------ | ------ |
| 2020    | Lyn 1896 FK         | Toppserien      | 2          | 0          | 0     | 0     | 0      | 0      | 2      | 0      |
| 2021    | Lyn 1896 FK         | Toppserien      | 19         | 0          | 0     | 0     | 0      | 0      | 19     | 0      |
| 2022    | Lyn 1896 FK         | Toppserien      | 25         | 3          | 0     | 0     | 0      | 0      | 25     | 3      |
| 2023    | Lyn 1896 FK         | Toppserien      | 26         | 0          | 0     | 0     | 0      | 0      | 26     | 0      |
| 2023/24 | Bayer 04 Leverkusen | Bundesliga      | 8          | 1          | 1     | 0     | 0      | 0      | 9      | 1      |
| 2024/25 | Bayer 04 Leverkusen | Bundesliga      | 1          | 0          | 1     | 0     | 0      | 0      | 2      | 0      |
| 2024/25 | Brøndby IF          | Elitedivisionen | 10         | 0          | 2     | 0     | 0      | 0      | 12     | 0      |
| 2025/26 | Brøndby IF          | Elitedivisionen | 0          | 0          | 0     | 0     | 0      | 0      | 0      | 0      |
| Totaal  | Totaal              | Totaal          | 90         | 4          | 4     | 0     | 0      | 0      | 94     | 4      |

Bijgewerkt t/m 28 juni 2025.

## Interlandcarrière
Jorde kwam voor verschillende jeugdelftallen van Noorwegen in actie. In Noorwegen onder 15 kwam ze tot drie wedstrijden. Voor Noorwegen onder 19 kwam Jorde tot 27 wedstrijden waarin ze tweemaal tot scoren kwam. Met Noorwegen kwam Jorde uit op het EK 2022.  Op dit eindtoernooi wist Noorwegen tot de finale te geraken waarin Spanje te sterk was. Voor Noorwegen onder 23 kwam Jorde tot vier wedstrijden.